# Galerie výtvarného umění v Hodoníně
Galerie výtvarného umění v Hodoníně byla založena jako jedna z regionálních galerií roku 1960. Soustřeďuje se především na české a moravské umění 20. a 21. století a tvorbu umělců ze sousedního Slovenska a Rakouska. Spravuje více než 5000 sbírkových předmětů z oblasti malířství, sochařství, kresby, volné a užité grafiky a fotografie. Pořádá pravidelně výtvarná sympozia a přehlídky nejmladší generace výtvarníků (Mladé setkání), ze kterých doplňuje své sbírky. Stálá expozice prezentuje díla zakladatelské generace spolku Sdružení výtvarných umělců moravských a díla výtvarníků regionu jihovýchodní Moravy od konce 19. století po současnost. Galerie je od roku 2001 příspěvkovou organizací Jihomoravského kraje.

## Historie
Budova galerie i základ jejích sbírek souvisí s činností Sdružení výtvarných umělců moravských (SVUM), které působilo v Hodoníně v letech 1907 až 1959. Předchůdcem SVUM byl Klub přátel umění, založený roku 1900 v Brně. Jeho členy byli např. Leoš Janáček, Dušan Jurkovič, Joža Uprka, Jan Štursa, Max Švabinský, František Uprka, Stanislav Lolek, Alois Kalvoda, Adolf Kašpar. V prvopočátcích organizačních snah jihomoravských umělců však stojí Národopisná výstava českoslovanská v Praze 1895, která představila v převážné většině realisticky tvořící výtvarníky, ovlivněné kladným vztahem k folklorismu a ke svému kraji.
Roku 1902 Klub přátel umění spolu s Učitelským spolkem Komenský uspořádal v Hodoníně Uměleckou výstavu slovenskou, na které vystavovali moravští i slovenští autoři, kteří se zajímali o lidové umění a folklór. Výstavu navštívil při příležitosti své pražské výstavy i Auguste Rodin. Po vnitřních rozporech v Klubu přátel umění část umělců odešla a roku 1907 založila v Hodoníně Sdružení výtvarných umělců moravských. Zakládajícími členy Sdružení byli pozdější předseda Joža Uprka a jeho bratr František, bratři Alois a Bohumír Jaroňkové, Alois Kalvoda, Stanislav Lolek, Adolf Kašpar, Cyril Mandel, Antoš Frolka, Roman Havelka a Jano Köhler. Členové Max Švabinský a Jan Štursa spolek záhy opustili, naopak se k němu z ciziny přihlásil například Alfons Mucha, pocházející z Ivančic. Spolek byl částečně personálně propojen s pražskou Jednotou umělců výtvarných. K zakladatelské generaci se později připojili Jakub Obrovský, Oldřich Blažíček, František Ondrúšek, František Bohumír Zvěřina a slovenský Martin Benka. Kolem roku 1908 členové spolku usilovali o zřízení Lidové akademie umělecké v Brně či nákup děl do brněnského Františkova muzea. Spolek se scházel v budově hodonínské Besedy.
Roku 1910 se Sdružení výtvarných umělců moravských rozhodlo vybudovat vlastní spolkové prostory a jako architekta vybralo svého člena Antonína Blažka. Autorem sgrafitové a freskové výzdoby budovy, která spojuje typické prvky místní lidové architektury s dobovými uměleckými proudy ovlivněnými secesí, byl Jano Köhler. Dům umělců, vybudovaný s podporou císaře Františka Josefa I. a otevřený jubilejní X. vernisáží SVUM 4. května 1913, je nejstarším spolkovým uměleckým domem na Moravě. Stal se téměř výhradním výstavním prostorem Sdružení, ale byl i centrem osvětové činnosti a pořádal lidové hrnčířské a tkalcovské kursy. SVUM k propagaci činnosti vydával v letech 1919-1921 vlastní dvouměsíčník „Umělecký list“ a poté jako náhradu dvě ročenky „Almanach SVUM“. Pro široký okruh svých příznivců vydával členské prémie (např. grafické listy, medaile, keramické sošky nebo knižní publikace). Součástí činnosti Sdružení bylo budování sbírky výtvarného umění a sběratelství lidového umění, mj. nábytku, keramiky a lidových krojů.
Přístavba přízemí Domu umělců do dvora a prodloužení obou křídel budovy podle návrhu arch. Blažka z roku 1936 byla v pozměněné formě provedena v letech 1940 - 1941. Koncem druhé světové války bylo sídlo SVUM velmi poškozeno při bombardování Hodonína. Umělecké sbírky škody neutrpěly a Umělecký dům byl opraven a znovu slavnostně otevřen 8. června 1947. SVUM snad jako jediná výtvarná organizace nebyla po komunistickém puči v roce 1948 rozpuštěna. Jedním z důvodů byly úzké styky s nejvyššími poúnorovými vládními a stranickými funkcionáři udržované generálním tajemníkem a předsedou prokomunisticky orientovaného Mezinárodního svazu studentstva Jiřím Pelikánem, synem dlouholetého aktivisty a v kritických letech i předsedy hodonínského spolku, sochaře Julia Pelikána. Sekundární roli sehrával popisně realistický způsob tvorby většiny členů spolku vyhovující představám o socialistickém realismu.
Roku 1959 bylo Sdružení výtvarných umělců moravských zrušeno a celý jeho majetek převzal stát. Sbírky i budova byly roku 1960 převedeny do nově založené Galerie výtvarného umění v Hodoníně. Stálá expozice galerie je ve dvou samostatných celcích rozmístěných v přízemních výstavních prostorech i v sálech prvního patra, částečně také ve foyer budovy a podél schodiště vedoucího do prvního patra. V horním patře jsou dva výstavní sály pro krátkodobé výstavy a kabinet pro výstavy grafiky, kreseb nebo fotografií.
Galerii výtvarného umění v Hodoníně řídil v letech 1961-1967 historik umění Josef Maliva. Po jeho odchodu do Olomouce byl ředitelem Miloslav Lukeš, který po sovětské okupaci Československa emigroval roku 1970 do Německa. Během normalizace v galerii pracoval v letech 1978-1983 Jaromír Míčka, v letech 1981-1983 Petr Nedoma a od roku 1983 zde působil jako odborný pracovník, od roku 1985 jako ředitel Josef Fantura. V lednu 2024 byl ředitelem galerie jmenován Miroslav Divina, který předtím působil v GMU Roudnice nad Labem.
Do roku 2018 proběhlo XIV. ročníků trienále tvorby mladých výtvarníků Mladé setkání. Kromě výstav členů Sdružení výtvarných umělců moravských, obnoveného po roce 1989, a výstav ze sbírek českých regionálních galerií, GVU Hodonín recipročně dlouhodobě spolupracuje se Záhorskou galerií v Senici, Galérií Petra Michala Bohůňa a Centrem Kolomana Sokola v Liptovském Mikuláši. Galerie je zapojena do společného česko-rakouského projektu Porta culturae, financovaného od roku 2011 Evropským fondem pro regionální rozvoj a od roku 2014 Jihomoravským krajem.
Od sedmdesátých let působil v Hodoníně Klub přátel galerie a Klub přátel výtvarného umění a od sedmdesátých do devadesátých let spolupracoval s galerií Kruh přátel hudby. Po roce 2000 galerie zřídila Dětský ateliér.

## Sbírky
Galerie vlastní sbírku českého výtvarného umění 1. poloviny 20. století, zejména malířská a sochařská díla zakladatelské generace Sdružení výtvarných umělců moravských (Joža Uprka, Alois Kalvoda, Alfons Mucha, Stanislav Lolek) a díla 2. poloviny 20. století dokumentující vývoj výtvarného umění v regionu jihovýchodní Moravy (Vladislav Vaculka, Vladimír Vašíček). Součástí sbírek je odkaz Jakuba Obrovského a Franty Uprky.
Jádro stálé expozice tvoří přízemní sál bratří Uprků kterému dominuje Jízda králů (1897), zapůjčená ze sbírky Moravské galerie v Brně, a sál zakladatelské generace SVUM (Alfons Mucha, Roman Havelka, Stanislav Lolek, Jakub Obrovský, Bohumír Jaroněk, Alois Kalvoda, Oldřich Blažíček, Max Švabinský, Cyril Mandel). Druhá část stálé expozice v 1. patře je rozdělena do tří menších výstavních celků. Kromě Sdružení výtvarných umělců moravských představuje díla dalších regionálních výtvarníků z období od 30. do 50. let 20. století a umění oblasti jihovýchodní Moravy od 60. let po současnost (Václav Adolf Kovanič, Josef Konečný, Vladimír Vašíček, František Hodonský, Pavel Navrátil, František Cundrla, Ida Vaculková, Ludmila Kováříková a další).
Sbírka kresby, vedená ve společném fondu s grafikou, čítá kolem 800 děl od konce 19. století do současnosti a obsahuje větší soubory děl členů Sdružení výtvarných umělců moravských (Jakub Obrovský, Jano Köhler, Oldřich Lasák, Hubert Kovářík, Jaroslav Votruba) a jednotlivé kresby ostatních členů SVUM (Alfons Mucha, Joža Uprka, František B. Zvěřina, Adolf Kašpar, Cyril Mandel, ad.). Z vlastních nákupů a z převodů Ministerstva kultury galerie získala např. díla Jana Zrzavého, Jana Slavíčka, Eduarda Miléna. Z širšího regionu jižní Moravy jsou ve sbírce zastoupeni Miroslav Štolfa, Jaroslav Král, Aleš Lamr, Vladislav Vaculka, Leonid Ochrymčuk, Josef Velčovský, František Cundrla, Jiří Vlach. V posledních letech je sbírka doplňována o díla současných výtvarníků z přehlídek Mladé setkání a z autorských výstav.
Grafiky představují asi dvě třetiny z fondu téměř 2 500 děl sbírky grafiky a kresby. Základ sbírky, který tvořilo asi 200 grafických listů členů SVUM (Bohumír Jaroněk, Karel Němec, Arnošt Hrabal, Jaroslav Votruba, Petr Pištělka, Hubert Kovařík) byl zpočátku rozšiřován především převody z nákupů Ministerstva kultury a školství. Galerie získala 122 grafik Ferdiše Duši a vlastní akviziční činností doplnila sbírky o díla výtvarníků z okruhu SVUM (Jano Köhler, Hubert Kovařík, Oldřich Lasák), díla regionálních výtvarníků (Cyril Urban, Miroslav Bravenec, František Hodonský) a grafické listy z uskutečněných výstav (Vladimír Komárek, Pavel Roučka).
Roku 1963 vznikl základ sbírky slovenského grafického umění (Vincent Hložník, Ján Lebiš, Ernest Zmeták, Orest Dubay, Robert Dúbravec), který byl v 70. letech doplněn (Albín Brunovský, Vlado Gažovič, Emil Sedlák, Viera Gergeľová, Ondrej Doboš) a po roce 2000 ji rozšířil dar soukromého sběratele o díla významných současných slovenských umělců (Josef Jankovič, Laco Teren, Rudolf Sikora, Marián Mudroch, Dezider Tóth, aj., celkem 224 děl).
Koncem 60. let ředitel Miloslav Lukeš v souvislosti s pořádáním mezinárodního bienále grafiky získal do sbírky téměř 500 grafických listů předních českých autorů (Vladimír Boudník, Jiří Balcar, Adriena Šimotová, Jiří John, Alena Kučerová, Jaroslav Šerých, Jiří Anderle, Eduard Ovčáček, aj.)
Akviziční činnost galerie zahrnuje současnou fotografii a moderní českou grafiku, včetně tvorby nejmladší generace výtvarníků.